# Karine et Ari
Karine et Ari est une série télévisée française produite par Laurence Bachman et Marie Lefevre, d'après une idée de Pascal Bancou et Dominique Mézerette, réalisée par Christophe Salachas, Philippe Roussel, et Emmanuel Fonlladosa, en 52 épisodes de 26 minutes et diffusée du 28 octobre 1996 sur TF1, puis rediffusée sur AB1 (et sur différentes chaines du groupe AB).
La série est diffusée sur la chaîne Youtube Génération Sitcoms depuis le 2 novembre 2022.

## Synopsis
Karine est une baby-sitter bien étonnante, elle a le don de lire dans la pensée des gens. Elle est accompagnée de son chien Ari, un basset hound, avec qui elle communique. Ils atterrissent dans une famille pas comme les autres, dont la mère est partie faire le tour du monde...

## Distribution
- Florence Geanty : Karine Ray
- François Bourcier : Antoine Richter
- Anaïs Wagner : Cerise Richter
- Noam Morgensztern : Mathieu Richter
- Raymond Gérôme : Edouard Marceau
- Évelyne Grandjean : Aimée Marceau
- Marie-Laurence Tartas : Elisabeth Marceau
- François Chaix : Martin Marceau
- Carole Fantoni : Olivia
- Marthe Felten : Delphine
- Serge Sauvion : Ari, le chien

## Épisodes
1. Celle qu'il fallait prendre
2. Extra lucide
3. Le surdoué
4. La tête dans les étoiles
5. Une tante encombrante
6. Vive Marguerite
7. La squatteuse de choc
8. Mariage blanc
9. Le petit ange
10. La Déesse éclatée
11. Cinderella
12. Le parasite
13. Prime de déprime
14. L'anniversaire de papa
15. L'étoile russe
16. Poker menteur
17. La fiancée de Mathieu
18. Big Bang
19. Sabine c'est ma cousine
20. Mise au vert
21. Le vrai faux mariage
22. La guerre des Richter
23. La guerre des sexes
24. Maurice
25. Bête à concours
26. Le grand départ
27. Des nouvelles de Catherine
28. Le retour de Martin Marceau
29. Top modèle d'un jour
30. La bonne aventure
31. La prof
32. L'amoureux
33. L'Antoine nouveau est arrivé
34. Le sixième sens
35. Une famille en toc
36. Sabine contre-attaque
37. Allô maman
38. Bleu Martin
39. Un mal passager
40. La panne
41. Le fugueur
42. Génie à domicile
43. Radio chahut
44. Le monde à l'envers
45. Système star
46. Ari chatelain